# دشتی‌کلاته شرقی
دشتی‌کلاته شرقی روستایی در دهستان انزان غربی بخش مرکزی شهرستان بندرگز استان گلستان ایران است.

## جمعیت
بر پایه سرشماری عمومی نفوس و مسکن در سال ۱۳۹۵ جمعیت این مکان ۵۰۹ نفر (۱۶۹خانوار) بوده‌است.